# Марбеља
Марбеља је град на југу Шпаније и познато туристичко место на Кости дел Сол у провинцији Малага. Има 124.333 становника по попису из 2005. године.
Овај град располаже са више лука за јахте и једном рибарском луком. У суседном Сан Педро де Алкантара налазе се антички мозаици као и остаци некадашње хришћанске базилике из 4. века.
У области Марбеља су и бројна насеља, углавном приватизована, као што су на пример Боскемар и Марбеса.

## Скандали
Године 1991. грађевински предузетник и председник фудбалског клуба Атлетико Мадрид, Хесус Хил је великом већином изабран за градоначелника. Партија коју је основао (Независна либерална група, на шпанском GIL) обећала је да ће се борити против уличног криминала и граду вратити интернационални гламур. За време његове службе град је почео значајно да се развија, али након што су напредак и изградња почели да се запостављају, коначно је Андалузијска управа зауставила новије планове. 2002. Хил је ухапшен и морао је да се повуче са свог радног места. Оптужен је да је јавна средства града инвестирао у свој фудбалски клуб. Али, ни његови следбеници нису били поштенији, па је централна управа 2006. распустила градски савет, а многи су и ухапшени због корупције. Укупна сума украденог новца процењена је на минимум 2,5 милијарди евра.

## Знаменитости
- Арапски зид
- Музеј Бонсаи
- Мусео дел Грабадо Еспањол Контемпоранео
- Стари центар града
- Трг Салвадора Далија
- Плаиа де ла Бахадиља (плажа)
- Плаиа де Фонтаниља (плажа)
- Пуерто Банус

## Становништво
Према процени, у граду је 2008. живело 130.549 становника.

| 1981.  | 1989.  | 1991.  | 2001.   | 2002.   |
| ------ | ------ | ------ | ------- | ------- |
| 60.172 | 80.599 | 80.599 | 100.036 | 100.036 |

## Партнерски градови
- Baler
- Батуми
- Кабур
- Доха
- Џеда
- Мајами Бич
- Nabeul
- Невер
- Пунта дел Есте
- Кувајт
- Куре
- Рим